# UCI WorldTour 2017
Die UCI WorldTour 2017 umfasste 37 Straßenradrennen auf vier Kontinenten, darunter die dreiwöchigen Rundfahrten Tour de France, Giro d’Italia und Vuelta a España (Grand Tours), sowie wichtige Klassiker, darunter die fünf Monumente des Radsports Mailand–Sanremo, Flandern-Rundfahrt, Paris–Roubaix, Lüttich–Bastogne–Lüttich und Giro di Lombardia. Die Wettbewerbe fanden von Januar bis Oktober 2017 statt.
Einzelsieger wurde Greg Van Avermaet mit 3.582 Punkten vor Chris Froome (3.452 Pkt.) und Tom Dumoulin (2.545 Pkt.). Bei den Mannschaften gewann das Team Sky mit 12.806 Punkten vor Quick-Step Floors (12.652 Pkt.) und dem BMC Racing Team (10.961 Pkt.). Für die Einzelwertung wurden die Weltranglistenpunkte addiert, die Fahrer der WorldTeams in WorldTour-Rennen erzielen. Für die Teamwertung wurden die Punkte aller Fahrer eines WorldTeams addiert. Dazu kommen zwischen 500 und 25 Punkten für die ersten 25 Teams des Mannschaftszeitfahrens des UCI-Straßen-Weltmeisterschaften 2017.
Nach einer grundsätzlichen Einigung über das Reglement zwischen dem Weltradsportverband UCI und den Rennveranstaltern, insbesondere dem Veranstalter der Tour der France, der Amaury Sport Organisation, die zuvor mit dem Rückzug aus der WorldTour drohte, wurde im August 2016 der Rennkalender der Serie 2017 bekanntgegeben. Dabei wurden im Vergleich zum Jahr 2016 zehn weiteren Wettbewerben der WorldTour-Status zuerkannt. Die in den Kalender neu aufgenommene Tour of Qatar wurde allerdings im Dezember 2016 abgesagt. Die ebenfalls neu in den Kalender aufgenommene Türkei-Rundfahrt war ursprünglich für den 18. bis 23. April 2017 vorgesehen und wurde auf Wunsch des Veranstalters auf den 10. bis 15. Oktober verschoben.
Startberechtigt waren die besonders lizenzierten UCI WorldTeams, die bei allen Rennen, die bereits 2016 im Kalender standen auch zum Start verpflichtet sind. Außerdem können UCI Professional Continental Teams von dem jeweiligen Veranstalter eines Rennens eingeladen werden. Mit Genehmigung des Professional Cycling Council ist außerdem ein Nationalteam des Gastgeberlandes zur Teilnahme berechtigt.
Nachdem ursprünglich nur 17 WorldTeam-Lizenzen vergeben werden sollten, entschied der Professional Cycling Council der UCI am 8. November 2016, dass eine Höchstzahl von 18 Lizenzen vergeben werden kann. Weiterhin wurde festgelegt, dass die Punktskalen der Weltrangliste auch für die Rankings der UCI WorldTour gelten sollen und die Nationenwertung der WorldTour abgeschafft wird. Schließlich wurde bestimmt, dass die zehn neuen WorldTour-Wettbewerbe alle WorldTeams einladen müssen, diese aber keine Startverpflichtung haben.

## Rennen
| Datum              | Rennen                                           | Sieger                   | Punkte | Führender Fahrer        | Führendes Team    |
| ------------------ | ------------------------------------------------ | ------------------------ | ------ | ----------------------- | ----------------- |
| 17.–22. Januar     | Tour Down Under (Details)                        | Richie Porte (BMC)       | 500    | Richie Porte (BMC)      | BMC Racing Team   |
| 29. Januar         | Cadel Evans Great Ocean Road Race (Details)      | Nikias Arndt (SUN)       | 300    | Richie Porte (BMC)      | Orica-Scott       |
| 6.–10. Februar     | Tour of Qatar                                    | abgesagt                 | 300    | Richie Porte (BMC)      | Orica-Scott       |
| 25. Februar        | Omloop Het Nieuwsblad (Details)                  | Greg Van Avermaet (BMC)  | 300    | Richie Porte (BMC)      | BMC Racing Team   |
| 23.–26. Februar    | Abu Dhabi Tour (Details)                         | Rui Costa (UAD)          | 300    | Richie Porte (BMC)      | BMC Racing Team   |
| 4. März            | Strade Bianche (Details)                         | Michał Kwiatkowski (SKY) | 300    | Richie Porte (BMC)      | BMC Racing Team   |
| 5.–12. März        | Paris–Nizza (Details)                            | Sergio Henao (SKY)       | 500    | Richie Porte (BMC)      | BMC Racing Team   |
| 8.–14. März        | Tirreno–Adriatico (Details)                      | Nairo Quintana (MOV)     | 500    | Richie Porte (BMC)      | BMC Racing Team   |
| 18. März           | Mailand–Sanremo (Details)                        | Michał Kwiatkowski (SKY) | 500    | Peter Sagan (BOH)       | BMC Racing Team   |
| 22. März           | Dwars door Vlaanderen (Details)                  | Yves Lampaert (QST)      | 300    | Peter Sagan (BOH)       | Quick-Step Floors |
| 24. März           | E3-Preis Flandern (Details)                      | Greg Van Avermaet (BMC)  | 400    | Greg Van Avermaet (BMC) | Quick-Step Floors |
| 20.–26. März       | Katalonien-Rundfahrt (Details)                   | Alejandro Valverde (MOV) | 500    | Greg Van Avermaet (BMC) | Quick-Step Floors |
| 26. März           | Gent–Wevelgem (Details)                          | Greg Van Avermaet (BMC)  | 400    | Greg Van Avermaet (BMC) | Quick-Step Floors |
| 2. April           | Flandern-Rundfahrt (Details)                     | Philippe Gilbert (QST)   | 500    | Greg Van Avermaet (BMC) | Quick-Step Floors |
| 3.–8. April        | Baskenland-Rundfahrt (Details)                   | Alejandro Valverde (MOV) | 500    | Greg Van Avermaet (BMC) | Quick-Step Floors |
| 9. April           | Paris–Roubaix (Details)                          | Greg Van Avermaet (BMC)  | 500    | Greg Van Avermaet (BMC) | Quick-Step Floors |
| 16. April          | Amstel Gold Race (Details)                       | Philippe Gilbert (QST)   | 500    | Greg Van Avermaet (BMC) | Quick-Step Floors |
| 19. April          | La Flèche Wallonne (Details)                     | Alejandro Valverde (MOV) | 400    | Greg Van Avermaet (BMC) | Quick-Step Floors |
| 23. April          | Lüttich–Bastogne–Lüttich (Details)               | Alejandro Valverde (MOV) | 500    | Greg Van Avermaet (BMC) | Quick-Step Floors |
| 25.–30. April      | Tour de Romandie (Details)                       | Richie Porte (BMC)       | 500    | Greg Van Avermaet (BMC) | Quick-Step Floors |
| 1. Mai             | Eschborn–Frankfurt (Details)                     | Alexander Kristoff (KAT) | 300    | Greg Van Avermaet (BMC) | Quick-Step Floors |
| 14.–21. Mai        | Kalifornien-Rundfahrt (Details)                  | George Bennett (TLJ)     | 300    | Greg Van Avermaet (BMC) | Quick-Step Floors |
| 6.–28. Mai         | Giro d’Italia (Details)                          | Tom Dumoulin (SUN)       | 850    | Greg Van Avermaet (BMC) | Quick-Step Floors |
| 4.–11. Juni        | Critérium du Dauphiné (Details)                  | Jakob Fuglsang (AST)     | 500    | Greg Van Avermaet (BMC) | Quick-Step Floors |
| 10.–18. Juni       | Tour de Suisse (Details)                         | Simon Spilak (KAT)       | 500    | Greg Van Avermaet (BMC) | Quick-Step Floors |
| 1.–23. Juli        | Tour de France (Details)                         | Chris Froome (SKY)       | 1000   | Greg Van Avermaet (BMC) | Quick-Step Floors |
| 29. Juli           | Clásica San Sebastián (Details)                  | Michał Kwiatkowski (SKY) | 400    | Greg Van Avermaet (BMC) | Quick-Step Floors |
| 30. Juli           | Prudential RideLondon & Surrey Classic (Details) | Alexander Kristoff (KAT) | 300    | Greg Van Avermaet (BMC) | Quick-Step Floors |
| 29. Juli–4. August | Polen-Rundfahrt (Details)                        | Dylan Teuns (BMC)        | 500    | Greg Van Avermaet (BMC) | Quick-Step Floors |
| 7.–13. August      | BinckBank Tour (Details)                         | Tom Dumoulin (SUN)       | 500    | Greg Van Avermaet (BMC) | Quick-Step Floors |
| 20. August         | Cyclassics Hamburg (Details)                     | Elia Viviani (SKY)       | 400    | Greg Van Avermaet (BMC) | Quick-Step Floors |
| 27. August         | Bretagne Classic (Details)                       | Elia Viviani (SKY)       | 400    | Greg Van Avermaet (BMC) | Quick-Step Floors |
| 8. September       | GP de Québec (Details)                           | Peter Sagan (BOH)        | 500    | Greg Van Avermaet (BMC) | Quick-Step Floors |
| 19. Aug.–10. Sep.  | Vuelta a España (Details)                        | Chris Froome (SKY)       | 850    | Greg Van Avermaet (BMC) | Team Sky          |
| 10. September      | GP de Montréal (Details)                         | Diego Ulissi (UAD)       | 500    | Greg Van Avermaet (BMC) | Team Sky          |
| 17. September      | Weltmeisterschaften (MZF) (Details)              | Team Sunweb              | 500    | Greg Van Avermaet (BMC) | Team Sky          |
| 7. Oktober         | Il Lombardia (Details)                           | Vincenzo Nibali (TBM)    | 500    | Greg Van Avermaet (BMC) | Team Sky          |
| 10.–15. Oktober    | Türkei-Rundfahrt (Details)                       | Diego Ulissi (UAD)       | 300    | Greg Van Avermaet (BMC) | Team Sky          |
| 19.–24. Oktober    | Tour of Guangxi (Details)                        | Tim Wellens (LTS)        | 300    | Greg Van Avermaet (BMC) | Team Sky          |

## Mannschaften

### UCI WorldTeams
Die UCI vergab an 18 Teams eine Lizenz als UCI WorldTeam für die Saison 2017.
| Rang | Code | Name                                        | Betreiber                        | Nationalität                 | Radhersteller   | Punkte |
| ---- | ---- | ------------------------------------------- | -------------------------------- | ---------------------------- | --------------- | ------ |
| 9.   | ALM  | AG2R La Mondiale                            | EUSRL France Cyclisme            | Frankreich                   | Factor          | 6.316  |
| 15.  | AST  | Astana Pro Team                             | Olympus Sarl                     | Kasachstan                   | Argon 18        | 5.018  |
| 14.  | TBM  | Bahrain-Merida                              | Bahrain World Tour Cycling Team  | Bahrain                      | Merida          | 5.277  |
| 3.   | BMC  | BMC Racing Team                             | Continuum Sports LLC             | Vereinigte Staaten           | BMC             | 10.961 |
| 8.   | BOH  | Bora-hansgrohe                              | Ralph Denk pro cycling GmbH      | Deutschland                  | Specialized     | 6.516  |
| 10.  | CDT  | Cannondale Drapac Professional Cycling Team | Slipstream Sports, LLC           | Vereinigte Staaten           | Cannondale      | 5.478  |
| 18.  | DDD  | Team Dimension Data                         | Ryder Cycling                    | Südafrika                    | Cervélo         | 2.575  |
| 17.  | FDJ  | FDJ                                         | Société de Gestion de L'Echappée | Frankreich                   | Lapierre        | 3.616  |
| 11.  | KAT  | Team Katusha Alpecin                        | Katusha Management SA            | Schweiz                      | Canyon Bicycles | 5.619  |
| 16.  | TLJ  | Team Lotto NL-Jumbo                         | Blanco                           | Niederlande                  | Bianchi         | 4.846  |
| 13.  | LTS  | Lotto Soudal                                | Belgian Cycling Project          | Belgien                      | Ridley          | 5.466  |
| 6.   | MOV  | Movistar Team                               | Abarca Sports S.L.               | Spanien                      | Canyon Bicycles | 7.399  |
| 7.   | ORS  | Orica-Scott                                 | GreenEdge Cycling                | Australien                   | Scott Sports    | 7.199  |
| 2.   | QST  | Quick-Step Floors                           | Decolef lux sarl                 | Belgien                      | Specialized     | 12.652 |
| 1.   | SKY  | Team Sky                                    | Tour Racing Limited              | Vereinigtes Königreich       | Pinarello       | 12.806 |
| 4.   | SUN  | Team Sunweb                                 | SMS Cycling B.V.                 | Deutschland                  | Giant           | 8.033  |
| 5.   | TFS  | Trek-Segafredo                              | Trek Bicycle Corporation         | Vereinigte Staaten           | Trek            | 7.934  |
| 12.  | UAD  | UAE Team Emirates                           | CGS Cycling Team AG              | Vereinigte Arabische Emirate | Colnago         | 5.494  |

### UCI Professional Continental Teams
22 Mannschaften erhielten eine Lizenz als UCI Professional Continental Teams.
| Name (UCI Code)                                  | Betreiber                          | Nationalität       | Radhersteller |
| ------------------------------------------------ | ---------------------------------- | ------------------ | ------------- |
| Androni Giocattoli (AND)                         | Teamgalli srl                      | Italien            | Bianchi       |
| Aqua Blue Sport (ABS)                            |                                    | Irland             | Ridley        |
| Bardiani CSF (BAR)                               | Aster Sport Limited                | Italien            | Colnago       |
| Caja Rural-Seguros RGA (CJR)                     |                                    | Spanien            | Fuji Bikes    |
| CCC Sprandi Polkowice (CCC)                      | Miejski Klub Sportowy Polkowice    | Polen              | Merida        |
| Cofidis, Solutions Crédits (COF)                 | Cofidis Compétition EUSRL          | Frankreich         | Orbea         |
| Delko Marseille Provence KTM (DMP)               | Vélo-Club La Pomme Marseille       | Frankreich         | KTM           |
| Direct Énergie (DEN)                             | SA Vendée Cyclisme                 | Frankreich         | Colnago       |
| Fortuneo-Vital Concept (FVC)                     | Pro Cycling Breizh                 | Frankreich         | LOOK          |
| Gazprom-RusVelo (GAZ)                            | PROvelo AG                         | Russland           | Colnago       |
| Israel Cycling Academy (ICA)                     |                                    | Israel             | Cannondale    |
| Manzana Postobón Team (MZN)                      |                                    | Kolumbien          | Gios          |
| Nippo-Vini Fantini (NIP)                         | Stc PRO Srl                        | Italien            | De Rosa       |
| Roompot-Nederlandse Loterij (RNL)                | Orange Cycling Team                | Niederlande        | Isaac         |
| Soul Brasil Pro Cycling Team (FSC)               | Brasil Pro Cycling                 | Brasilien          | Soul          |
| Sport Vlaanderen-Baloise (SVB)                   | Wielerclub Eddy Merckxvrienden vzw | Belgien            | Eddy Merckx   |
| Team Novo Nordisk (TNN)                          |                                    | Vereinigte Staaten | Colnago       |
| UnitedHealthcare Professional Cycling Team (UHC) | Momentum Sports Group, LLC         | Vereinigte Staaten | Neil Pryde    |
| Vérandas Willems-Crelan (VWC)                    | Cyclisme Formation Luxembourg      | Belgien            | Orbea         |
| Wanty-Groupe Gobert (WGG)                        | Belgian Pro Cycling Team NV        | Belgien            | Cube          |
| WB Veranclassic Aqua Protect (WVA)               | TRW' Organisation                  | Belgien            | Eddy Merckx   |
| Wilier Triestina-Selle Italia (WIL)              | Yellow Fluo Pro Cycling Team Srl   | Italien            | Wilier        |